# بزرگراه ارتباطی اروپا و ایران
در ۸ ژوئن ۲۰۱۱، کنسرسیومی متشکل از چهار شرکت ارتباطاتی از چهار کشور قرار دادِ ساخت و نگهداری از سامانهٔ کابلی جدید را امضا کردند. این طرح که با نامِ «بزرگراه ارتباطی ایران و اروپا» (ب. ا. ا. ا) (به انگلیسی: Europe-Persia Express Gateway) (کوته‌نوشت: EPEG) معرفی شد. قرار است تا «ب. ا. ا. ا» به عنوان برندی برای سامانهٔ فیبرنوری جدید تبدیل شود که اروپا را به خاورمیانه مصل نموده و می‌تواند به سایر نقاط «خلیج فارس» و نیز کشور» هند» نیز گسترش یابد. بنا بر اخبار منتشرشده بیشترین سهم در این کنسرسیوم متعلق به ایران بوده و بالاترین مسافت مسیر پروژه توسط ایران عملیاتی شده است.
این سامانه از فرانکفورت آغاز شده و پس از گذر از شرقِ اروپا، روسیه، آذربایجان، ایران و خلیج فارس در برکاء، عمان ختم می‌شود. اعضای «ب. ا. ا. ا» شامل «روس‌تلکام»، «عمان‌تل»، «شرکت ارتباطات زیرساخت» (به نمایندگی از «وزارت ارتباطات و فناوری اطلاعات ایران»)و «ودافون» است که از این خط به صورت کابلی و بی‌سیم بهره‌بردای می‌نمایند. هریک از این شرکت‌ها مسئول توسعه و نگهداری و استفاده از خط در کشور خود است. مسیر از آذربایجان از ظرفیت شرکت شریک در آنجا یعنی «دلتاتلکام» بهره می‌برد. طراحی این خط به گونه‌ایی است که ظرفیت ۳٫۲ ترابیت انتقال اطلاعات در طول مسیر را فراهم می‌نماید. مسیری که ۹٬۵۰۰ کیلومتر طول دارد.
«د. س. ا. پ» این تونایی را داراست تا جایگزینی برای مسیرِ ارتباطیِ دریایِ سرخ- کانال سوئز- مصر و ناحیه مدیترانه باشد و ایفاگر نقش مهمی در مسیریابی مجدد ترافیک باشد. این موضوع می‌تواند در زمان وقوع زلزله یا فجایع دیگر از این دست جایگزین باشد.
این خط ارتباطی می‌تواند با تاخیرِ ۹۸میلی‌ثانیه بین دوسر این خط ارتباط را برقرار سازد. در فاز اولیه خط، با انتقال ۵۴۰ گیگابیت پهنای باند کارش را در ۵ خرداد ۱۳۹۲ آغاز کرد. در فازهای بعدی به ظرفیت ۳٫۲ ترابیت و در نهایت به ظرفیت اسمی خود یعنی ۶٫۴ ترابیت خواهد رسید.

## پیوند
- دروازه سرع اروپا-پارس
- وزارت ارتباطات و فناوری اطلاعات ایران بایگانی‌شده  در ۱۳ آوریل ۲۰۱۳ توسط Wayback Machine